# Епископ далматински Венедикт
Венедикт Краљевић (Балинци, 15. јануар 1765 — Венеција, 1. фебруар 1862) је био епископ далматински Српске православне цркве.

## Биографија
Епископ Венедикт је рођен 15. јануара 1765. године у селу Балинци близу Солуна од родитеља Христодула, Грка, и мајке Александре, Словенке. Презивао се прво Пачавура, па је касније променио презиме. Замонашио се у манастиру Свете Анастасије близу Солуна. приказавши се, након вишегодишњег лутања, у Букурешту и Јањини као протосинђел, посвећен је 1806. године од митрополита дабробосанског Калиника и митрополита призренског и херцеговачког за титуларног епикопа кратовског. Када је митрополит Калиник отишао у Цариград, Венедикт је, користећи се симонијом, управљао црквом у дабробосанској епархији. Пошто се избавио из затвора у Травнику, пребегао је у Аустрију и настанио се у манастиру Бешенову који му је митрополит Стефан (Стратимировић) одредио за пребивалиште. Када је отоманска влада затражила од Беча да им се изручи Венедикт, он је након извесног боравка у Београду прешао у Далмацију.
После оснивања Далматинске епархије, 1808, Венедикт је свим силама радио да буде постављен за епископа далматинског. Међутим, када је у Далмацији дошло до устанка против Француске, а у корист Аустрије, Венедикт се определио за Француску. По уласку аустријске војске у Шибеник, Венедикт је ухапшен и интерниран у манастир Бездин. Остао је у Бездину све до повлачења аустријске војске из Далмације. Ценећи Венедиктове заслуге за Француску, Наполеон је 26. марта 1810. именовао Венедикта за епископа далматинског, с тим што је Епархији далматинској припојио и Боку Которску, Пулу и Перој. Исте године је у Шибенику Венедикт установио конзисторију и донео одлуку о отварању свештеничког семинара у Шибенику. Првих неколико година Венедикт је управљао својом епархијом на опште задовољство. Међутим, када је Далмација 1813. постала аустријском провинцијом, Венедикт је употребио све силе да би задобио наклоност оних против којих се борио. Своје епархиоте је позвао посебном окружницом на верност аустријском цару коме је од стране свештенства и народа упућена молба да се Венедикт потврди за епископа далматинског. Венедикт је исте године замолио митрополита Стефана (Стратимировића) да прими Далматинску епархију у јурисдикцију Карловачке митрополије, што је и учињено иако је митрополит Стефан био мишљења да Венедикт није канонским путем постао епископом далматинским. Међутим, аустријски двор није формално признао Венедикта, иако му је доделио издржавање.
Епископ Венедикт је био несигуран и узнемирен што у Бечу није признат за законитог и канонског епископа. Признање је стекао за време свога боравка у Бечу (1818 - 1819), када је предложио да се оснује у Шибенику унијатско семениште.Том приликом је, између осталог, предложио да учитељи у том семеништу буду учитељи грчко-унијатски свештеници из Галиције. Унијатски свештеници су стигли у Задар децембра 1819. године, али су брзо разоткривени због чега се народ побунио, прво у Шибенику, затим у цијелом Далмацији. Шибеничани су на први дан Духова 1821. покушали извршити атентат на Краљевића пуцајући на његове кочије, али се он није налазио у њима. Након овог догађа школа је престала да ради. Дан након атентата Венедикт сели из Шибеника у Задар, одакле 23. маја 1823. године одлази у Италију остављајући епархију задарском пароху Спиридону. Посебно се у отпору оснивању унијатског сјеменишта супростављао Ћирил Цветковић, протосинђел манастира Савине, кога је подржао и Димитрије Давидовић О ситуацији у Далмацији православии верници обавестили су митрополита Стефана (Стратимировића) једним опширним меморијалом и затражили његову помоћ. Митрополит је узео у заштиту свештенство и народ Далмације и својим представкама се обратио цару, бечкој влади и министру иностраних послова Метерниху. Заслугом митрополита Стефана (Стратимировића) Венедикт је коначно уклоњен из Далмације. Царском одлуком од 28. децембра 1828. године Епархија далматинска је подређена карловачком митрополиту у питањима вере, додуше уз извесна ограничења, и истога дана је за далматинског епископа именован архимандрит гомирски Јосиф (Рајачић). Краљевић је пензионисан 1828. године, а годину касније епархија је царском наредбом припојена Карловачкој притрополији.
Епископ Венедикт умро је у 97. години живота у Млецима, 1. фебрура 1862. године. Живео је у Венецији од аустријске пензије, далеко од православаца, којима је много зла нанео. У својој опоруци, написаној непосредно пред смрт, изјавио је да он никада није био унијат. Сахрањен је у православној цркви Светог Ђорђа у Венецији (en:San Giorgio dei Greci).